# Platycheirus fuscitarsis
Platycheirus fuscitarsis är en tvåvingeart som beskrevs av Barkalov och Nielsen 2007. Platycheirus fuscitarsis ingår i släktet fotblomflugor, och familjen blomflugor. Inga underarter finns listade i Catalogue of Life.